# Charles Fox Parham
Pour les articles homonymes, voir Charles Fox (homonymie), Fox et Parham.
Charles Fox Parham, né le 4 juin 1873 à Muscatine, Iowa, États-Unis, mort le 29 janvier 1929 à Baxter Springs, était un prédicateur et un évangéliste.  Il est à l’origine de l’association de la glossolalie avec le baptême du Saint-Esprit et ainsi du développement du pentecôtisme.

## Biographie
Charles Parham, un des cinq fils de William et Ann Parham, est né à Muscatine, États-Unis le 4 juin 1873. Sa famille a déménagé à Cheney, une petite ville du Kansas, par chariot couvert, en 1883. William Parham détenait des terrains et un élevage de bovins, puis a finalement acheté une entreprise dans la ville. La mère de Charles est morte en 1885. L'année suivante, son père a épousé Harriet Miller. Harriet était une fervente chrétienne, et les Parham ont souvent ouvert leur maison pour des activités religieuses . Charles a épousé Sarah Thistlewaite, la fille d'un quaker. Leurs fiançailles ont eu lieu en été 1896  et ils se sont mariés le 31 décembre 1896.

## Ministère

### Début
Parham a commencé à parler dans l’église dès l'âge de 15 ans. En 1890, il est inscrit au Southwestern College de Winfield (Kansas), une école méthodiste. Il a étudié jusqu'en 1893, date où il arrive à la conclusion que prolonger ses études serait un frein à son ministère. Bien qu’il n'ait pas été ordonné, il a ensuite travaillé dans l’Église épiscopale méthodiste en tant que pasteur remplaçant. Parham a quitté l'église méthodiste en 1895 parce qu'il était en désaccord avec sa hiérarchie. Il se plaignait que les prédicateurs méthodistes "ne prêchaient pas par inspiration directe". Rejetant les dénominations, il a créé son propre ministère d'évangélisation itinérant, qui prônait les idées du mouvement de sanctification et a été bien reçu par les gens du Kansas.

### Topeka, Kansas
En septembre 1897 survient la naissance de son fils Claude. Quelque temps après, Parham et son fils sont tombés malades en même temps. Attribuant leur rétablissement à une intervention divine, Parham a renoncé à toute aide médicale et s’est engagé à prêcher la guérison divine et à prier pour cela. En 1898, Parham a déplacé son quartier général à Topeka, où il exploitait une mission et un bureau. Dans cette ville, il a établi la "Bethel Healing Home" ("Maison de guérison Bethel") et publié le magazine Apostolic Faith (Foi Apostolique). Parham finançait ces activités par la foi, c'est-à-dire de manière bénévole, doublée de prière, afin que Dieu pourvoie directement aux besoins de son ministère.
En 1900, Parham a décidé d'approfondir sa connaissance des enseignements de différents mouvements chrétiens ; il a donc pris un congé sabbatique et a rendu visite à diverses églises. Alors qu'il a vu et examiné d'autres enseignements et des missions différentes, la plupart de son temps a été consacré à Shiloh, l’œuvre de Frank Sandford dans le Maine, et a suivi une tournée de ce dernier en Ontario. On discerne une influence de Sandford dans les écrits ultérieurs de Parham.
A son retour de cette année sabbatique, Parham laissa ceux qui avaient pris la responsabilité de son œuvre poursuivre le développement de sa "maison de guérison". Il ouvrit un collège biblique, le Bethel Bible College, toujours à Topeka, en octobre 1900, calqué sur le modèle de la "Holy Ghost and Us Bible School" de Sandford. Parham a poursuivi sa politique de financement fondé sur la foi, ne faisant pas payer de frais de scolarité mais invitant tous les chrétiens qui étaient prêts à tout abandonner, à vendre ce qu'ils avaient et à entrer dans l'école pour l'étude et la prière. Environ 40 personnes (y compris les personnes à charge) ont répondu à son invitation . Le seul livre d’étude était la Bible et Parham considérait que le seul professeur était le Saint-Esprit, qui l’utilisait comme porte-voix 
Avant de commencer son école biblique, Parham avait entendu parler d'au moins une personne, dans la mission de Sandford qui parlait en langues et avait rapporté l'événement dans son journal. Parham en était venu à la conclusion qu'il y avait pas d'autre baptême du Saint-Esprit semblable reconnu à l'époque . À la fin de 1900, Parham avait conduit ses élèves de la Bethel Bible School à la compréhension qu’il devait y avoir une autre expérience avec Dieu, mais il n’avait pas spécifiquement parlé de la glossolalie. Selon le récit de Parham, c’est après la fin des cours en décembre qu’il a quitté ses élèves pendant quelques jours en leur demandant d'étudier la Bible pour déterminer quels éléments de preuve étaient présents lorsque l'Église primitive a reçu le Saint-Esprit. Les étudiants ont eu plusieurs jours de prière et de culte, et ont tenu une veillée de prière à l’école le 31 décembre 1900. Le lendemain soir, le 1er janvier 1901, ils ont également tenu une réunion, et c’est à ce moment qu’Agnes Ozman se sentit poussée à demander la prière pour recevoir la plénitude de l'Esprit Saint. Immédiatement après cela pour, elle a commencé à parler en ce qu'ils ont appelé "parler en langues", parlant en ce que l'on croyait être une langue connue.

### Mouvement de la Foi Apostolique
Les croyances controversées et l’attitude sévère de Parham ont rendu difficile le recueil des soutiens financiers nécessaires pour l’école; la presse locale a ridiculisé l'école de Parham, l’appelant la "Tour de Babel", et beaucoup de ses anciens élèves ont déclaré qu’il était dans l’erreur. En avril 1901, le ministère de Parham à Topeka fut dissous. C’est en 1903 que ses finances se sont améliorées quand il prêchait sur le pouvoir de guérison en Jésus-Christ à El Dorado Springs, Missouri, une station thermale populaire. Mary Arthur, épouse d'un éminent citoyen de Galena (Kansas), a affirmé qu'elle avait été guérie sous le ministère de Parham. Elle et son mari ont invité Parham à prêcher son message à Galena, ce qu'il a fait pendant l'hiver 1903-1904 dans un entrepôt pouvant accueillir des centaines de personnes. En janvier, le journal Herald de Joplin (Missouri) a indiqué que 1 000 personnes avaient été guéries et 800 avaient revendiqué une conversion. Dans les petites villes minières du sud-ouest du Missouri et du sud-est du Kansas, Parham a développé une solide base qui a formé l'épine dorsale de son mouvement .
En dehors des réunions de Galena, Parham a réuni un groupe de jeunes collègues qui voyageaient de ville en ville, en équipe de deux pour proclamer la "foi apostolique". Contrairement à d'autres prédicateurs avec un message orienté vers la sanctification, Parham a encouragé ses partisans à s’habiller élégamment afin de montrer l'attrait de la vie chrétienne. C’est en 1904 que le premier bâtiment de bois spécifiquement pour une assemblée pentecôtiste a été construit à Keelville, Comté de Cherokee (Kansas). D’autres assemblées semblables (Parham n’aimait pas la désignation du corps chrétien local comme "église") ont été lancées dans la zone de Galena.  Le mouvement se répandit bientôt à travers le Texas, le Kansas et l'Oklahoma.
Pendant l’année 1906, Parham a commencé à travailler sur un certain nombre de fronts. À Houston, son ministère a inclus la réalisation d'un collège biblique autour de 1906. Plusieurs Afro-Américains ont été fortement influencés par le ministère de Parham dans cette ville, y compris William J. Seymour. Ensemble Parham et Seymour ont prêché aux Afro-Américains de Houston, et Parham avait prévu d'envoyer Seymour prêcher aux communautés noires du Texas. En septembre, il s’est aventuré également à Zion (Illinois), dans un le but de regagner les adeptes déçus de John Alexander Dowie (évangéliste écossais), bien qu'il ait quitté pour de bon après que la tour d'eau municipale s’est effondrée et a détruit sa tente de prédication. Un an plus tard, plusieurs centaines de fidèles le suivaient.  Ces derniers ont été confiés à la supervision de John Graham Lake. En 1906, Charles Parham a envoyé, avec des fonds, une femme noire, Lucy Farrow, une cuisinière de son école de Houston, qui avait reçu le baptême de l'Esprit et sentait un appel pour Los Angeles, en Californie. Quelques mois plus tard, il a envoyé Seymour, avec des fonds de l'école, à rejoindre Lucy Farrow dans la mission de Los Angeles,. Le travail de Seymour à Los Angeles sera par la suite développé dans le réveil d'Azusa Street, qui est considéré comme le berceau du mouvement pentecôtiste,.. Seymour a demandé et reçu une licence en tant que ministre du Mouvement de la Foi Apostolique de Parham, et il a d'abord considéré son travail à Los Angeles, comme étant sous l'autorité de Parham. Puis en octobre 1906, Parham a critiqué le culte extatique à Azusa Street et la mixité raciale dans les réunions, qui défiait la ségrégation en cours . Parham croyait que les langues parlées devaient être une langue humaine reconnaissable (xénoglossie) et réservées aux seuls blancs américains, tandis que la théologie de Seymour optait pour une langue divine qui ne pouvait pas être comprise par des oreilles humaines (glossolalie). Parham dénonce ce point de vue et le qualifie de non biblique, provoquant une rupture avec Seymour.
Cet évènement et son soutien de personnes de l’anglo-israélisme ont souvent conduit à le considérer comme raciste. Il prêchait dans les églises noires et a invité Lucy Farrow, la femme noire qu'il avait envoyée à Los Angeles, à prêcher à Houston, durant un rassemblement du « Mouvement de la Foi Apostolique », duquel lui et W. Fay Carrothers étaient responsables, en août 1906, comme témoin oculaire, Howard A. Goss raconte dans le livre de sa femme, The Winds of God : « Fraiche du réveil de Los Angeles, Sœur Lucie Farrow est retournée assister à ce rassemblement. Bien qu'afro-américaine, elle a été reçue comme une messagère du Seigneur, même dans l'extrême sud du Texas. »
Dans le contexte du début du XXe siècle, les vues de Parham sur les relations ethniques reflètent celles de son temps, mais il était prêt à défier les mœurs sociales, même quand cela n’était pas une chose populaire à faire.

### Déclin de l'influence
Un autre coup dur pour son influence dans le jeune mouvement pentecôtiste a été des allégations d'inconduite sexuelle à l'automne 1906. Cela a été suivi par son arrestation en 1907 à San Antonio sur l'accusation d'"avoir commis une infraction contre nature", avec un homme de 22 ans, le co-accusé, J.J. Jourdan. Parham a nié à plusieurs reprises avoir pratiqué l’homosexualité, mais l’affaire a été reprise par la presse. Finalement, le procureur de district a décidé d'abandonner l'affaire. Parham et ses partisans ont insisté sur le fait que les accusations étaient fausses et faisaient partie d'une tentative de Wilbur Voliva (un évangéliste) pour le piéger. Parham avait déjà cessé de prêcher à l’église de Voliva, à Zion, et voulait mettre en place une église dans cette ville. Cependant ses adversaires ont  utilisé l'accusation portée contre lui pour le discréditer ainsi que le mouvement spirituel. Des affiches avec une supposée confession de Parham sur une sodomie ont été distribuées dans les villes où il prêchait, des années après que l'affaire a été abandonnée. Parham n'a pas été en mesure de récupérer après ces difficultés et son influence a décliné,,,.
En outre, il y avait des allégations d'irrégularités financières et d'aberrations doctrinales. Puis l'accent du mouvement s’est déplacé de Parham à Seymour. Les attaques de Parham  contre des dirigeants émergents, couplées avec les allégations, ont été des difficultés importantes. Il était devenu embarrassant pour le nouveau mouvement qui tentait d'établir sa crédibilité.

## Fin de vie
Parham avait contracté une sévère fièvre rhumatismale qui a endommagé son cœur et a contribué à sa mauvaise santé. À un moment, il est passé proche de la mort. Parham a récupéré et est revenu à une vie active pour le ministère, croyant fermement que Dieu l’avait guéri. Alors qu’il avait récupéré de la fièvre rhumatismale, il semble que la maladie avait probablement affaibli ses muscles cardiaques, et cela été un facteur contribuant à ses problèmes cardiaques plus tard. En 1927, les premiers symptômes de problèmes cardiaques commençaient à apparaître, et durant l'été 1928, après son retour d'un voyage en Palestine (qui avait été le rêve de sa vie), la santé de Parham a commencé à se détériorer davantage.
Au début de janvier 1929, Parham a fait un long trajet en voiture avec deux amis à Temple (Texas), où il devait faire la présentation de photos prises en Palestine. Le 5 janvier, il s’est effondré durant la présentation de ses diapositives. Quand sa femme est arrivée, elle a découvert que son état était mauvais et qu’il était incapable de manger. Contre sa volonté (il voulait continuer sa tournée de prédication), sa famille l'a ramené à la maison de Baxter Springs (Kansas), où il est mort l'après-midi du 29 janvier 1929.

## Doctrines
Les doctrines de Parham se sont développées au fil du temps. Plusieurs facteurs ont influencé ses idées théologiques. Il préférait travailler sur des doctrines dans la méditation privée. Il pensait que le Saint-Esprit pouvait communiquer directement avec lui, rejetant ainsi l'autorité religieuse établie. Il a insisté sur "le salut par la foi; la guérison par la foi; l'imposition des mains et la prière; la sanctification par la foi; le retour (pré-millénaire) de Jésus-Christ, le baptême du Saint-Esprit et de feu, qui scelle le croyant et permet les dons" .

## Postérité
Parham est l'origine de la doctrine du signe initial suivant le baptême du Saint-Esprit, le parler en langues . C’est cette doctrine qui a occasionné la naissance du pentecôtisme, doctrine distincte d’autres groupes chrétiens du mouvement de sanctification qui parlaient en langues et pensaient que cela était une expérience suivant le salut et la sanctification. Dans un changement critiqué par Parham, le Mouvement de la Foi Apostolique a fusionné avec d'autres groupes pentecôtistes en 1914 pour former le Conseil général des Assemblées de Dieu aux États-Unis d'Amérique. Aujourd'hui, les Assemblées de Dieu sont la plus grande dénomination pentecôtiste dans le monde. Avec William J. Seymour, il est considéré comme l'une des deux figures centrales du pentecôtisme.